# Elaeocarpus braceanus
Elaeocarpus braceanus là một loài thực vật có hoa trong họ Côm. Loài này được Watt ex C.B.Clarke mô tả khoa học đầu tiên năm 1889.